# Día Internacional de la Mujer Afrodescendiente
El Día Internacional de la Mujer Afrodescendiente, también conocido como Día de la Mujer Afrolatina, Afrocaribeña y de la Diáspora, es una celebración anual cada 25 de julio que tiene como objetivo «visibilizar a las mujeres afrodescendientes y promover políticas públicas que ayuden a mejorar su calidad de vida y a erradicar el racismo y la discriminación».
La fecha conmemora el encuentro de mujeres afrodescendientes de 32 países de América Latina y el Caribe en República Dominicana el 25 de julio de 1992 durante el Primer Encuentro de Mujeres Afrolatinas, Afrocaribeñas y de la Diáspora. En dicho encuentro surgió la Red de Mujeres Afrolatinoamericanas, Afrocaribeñas y de la Diáspora. En dicha fecha se recuerda la lucha femenina afrodescendiente contra la discriminación racial, el sexismo, la pobreza y la marginación.